# 战俘

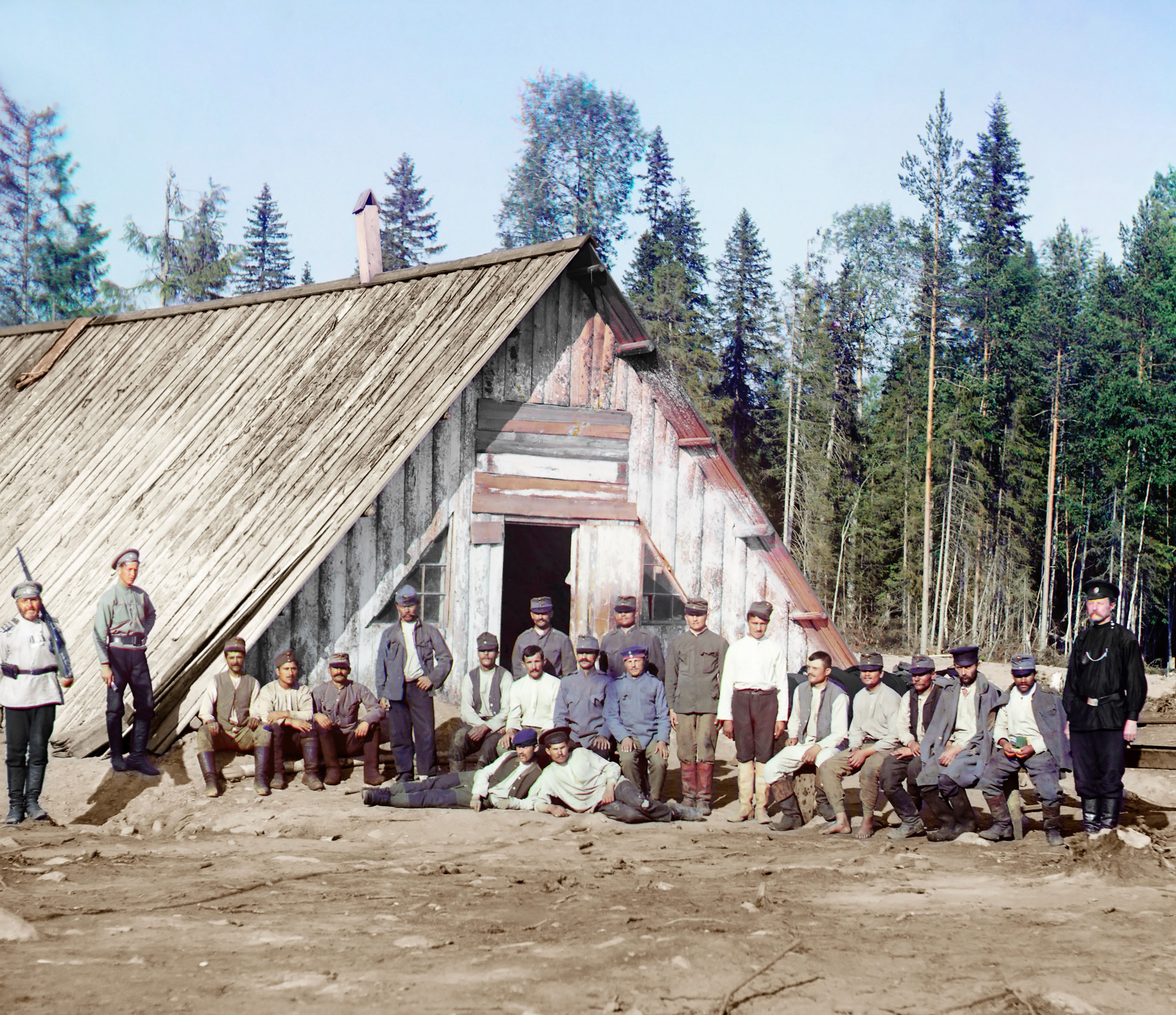
在俄军营房边的奧匈戰俘（1915年圖片，謝爾蓋·普羅庫金-戈爾斯基攝）

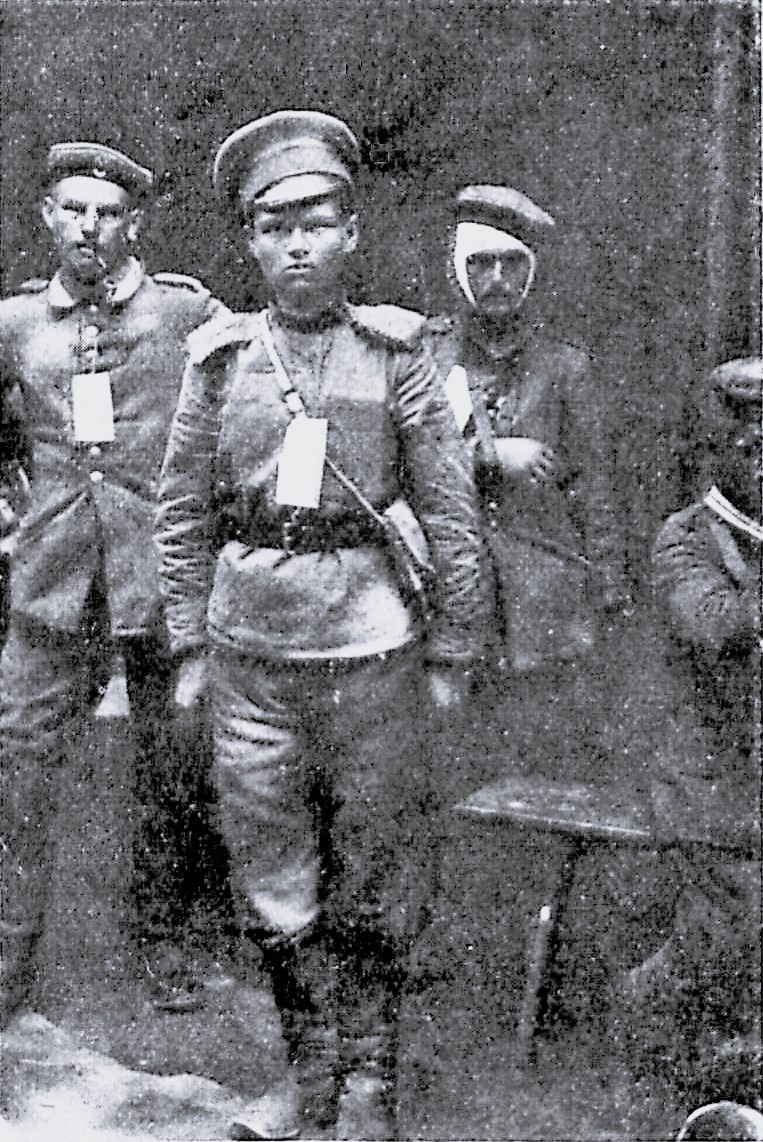
一名曾战斗在前线被德军俘虏的俄军受伤士兵（1915）

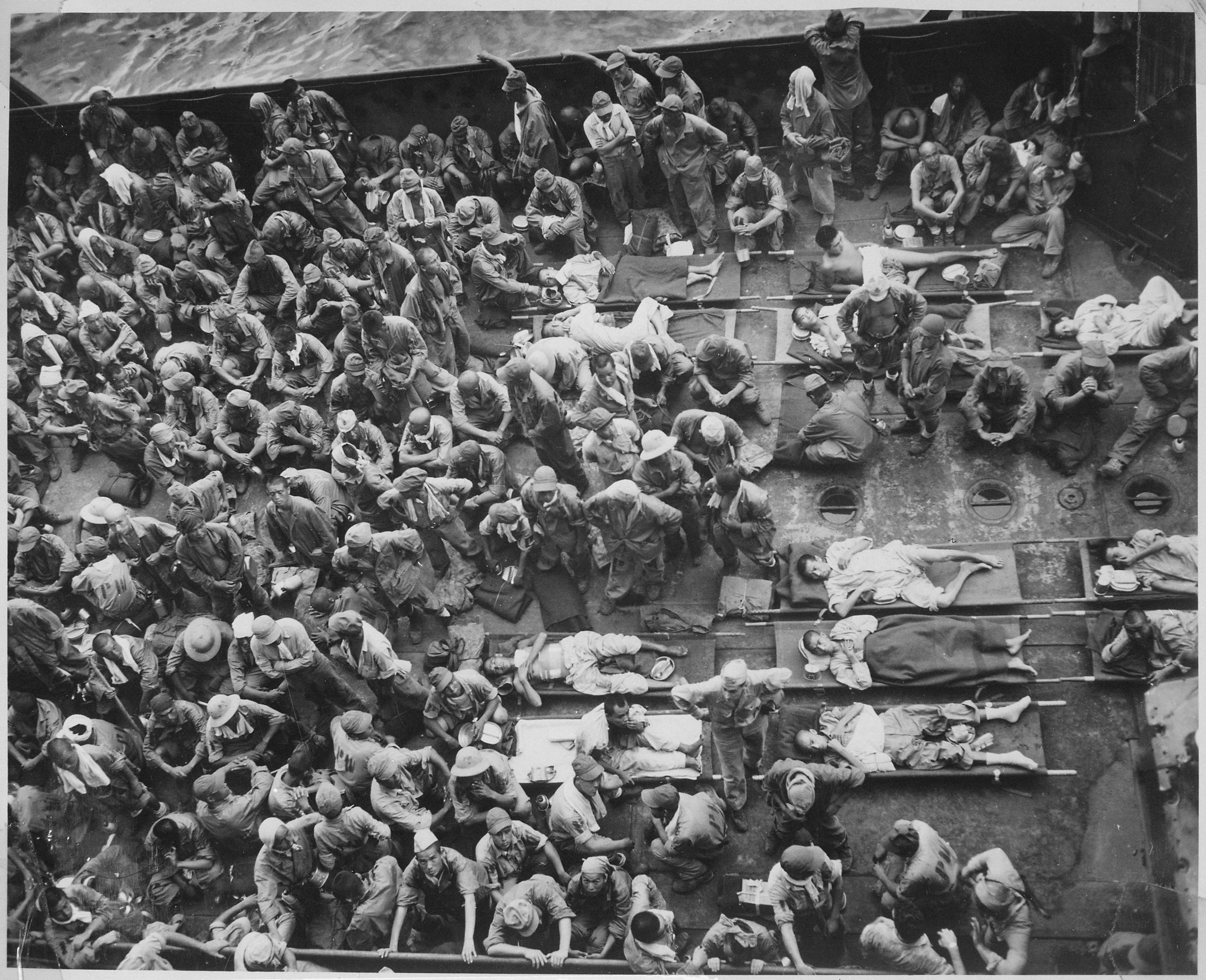
1945年，投降的日本戰俘被運往珍珠港的途中

战俘（英語：prisoner of war，缩写为POW），又稱俘虜，與人質的性質不同，是指在战争各方中，敌对方被另外一方活捉，但并未处死的，用以作为战争交换条件的人。根据1949年8月12日簽訂的《關於戰俘待遇之日內瓦公約》（又稱《日内瓦第三公约》）规定，各国不得虐待战俘，但有時軍方希望從戰俘口中得到執行的任務或是最新的戰況，敵營的下落等等，因此對戰俘施以拷打或重刑，甚至為減少糧食的消耗，而殺害對方的戰俘。一般來說，也常有因為人力不足被拉去替另一方工作，待遇較好的軍醫戰俘可能被派往醫院長時間勞動，身強體壯的則被派往礦場、農場當作苦力的情況；通常只有战场前線上才会出现战俘一词，在非軍事區或后方抓到的应被称为间谍或特务，要依法律进行处罚。

## 定義
一般認為只有直接參與戰爭的戰敗人員才算是戰俘，不過在大多數戰爭中，只有少數投降的戰俘，大部分被活捉的俘虜都是平民。然而對於目前尚未能判斷所謂的戰爭是否已經結束，因此當地被囚禁的犯人仍屬於戰俘處理。根據《關於戰俘待遇之日內瓦公約》第4條規定，以下人員視為戰俘：
- 本公約所稱之戰俘系指落於敵方權力之下列各類人員之一種：
  - 衝突之一方之武裝部隊人員及構成此種武裝部隊一部之民兵與志願部隊人員。
  - 衝突之一方所屬之其他民兵及其他志願部隊人員，包括有組織之抵抗運動人員之在其本國領土內外活動者，即使此項領土已被佔領，但須此項民兵或志願部隊，包括有組織之抵抗運動人員，合乎下列條件：
    1. 有一為其部下負責之人統率；
    2. 備有可從遠處識別之固定的特殊標誌；
    3. 公開攜帶武器；
    4. 遵守戰爭法規及慣例進行戰鬥。

  - 自稱效忠于未經拘留國承認之政府或當局之正規武裝部隊人員。
  - 伴隨武裝部隊而實際並非其成員之人，如軍用機上之文職工作人員、戰地記者、供應商人、勞動隊工人或武裝部隊福利工作人員，但須彼等已獲得其所伴隨之武裝部隊的准許，該武裝部隊應為此目的發給彼等以與附件格式相似之身份證。
  - 衝突各方之商船隊之船員，包括船長，駕駛員與見習生，以及民航機上之工作人員，而依國際法之任何其他規定不能享受更優惠之待遇者。
  - 未佔領地之居民，當敵人迫近時，未及組織成為正規部隊，而立即自動拿起武器抵抗來侵軍隊者，但須彼等公開攜帶武器並尊重戰爭法規及慣例。
- 下列人員亦應依照本公約以戰俘待遇之：
  - 現屬於或曾屬於被佔領國武裝部隊之人員，而佔領國認為因此種隸屬關係有加以拘禁之必要者，即令佔領國於該佔領區外進行戰事時原曾將其釋放，特別是曾企圖再行參加其原來所屬而正在作戰之武裝部隊未獲成功，或並未遵從對彼等所發出之拘禁令者。
  - 屬於本條所列舉各類人員之一種，為中立國或非交戰國收容於其領土內，依照國際法應由該國拘禁者，惟不礙及該國之願對彼等予以更優惠之待遇，但第8、10、15、30（第5款）、58~67、92、126各條除外，且若衝突之各方與有關中立國或非交戰國有外交關係存在，則有關保護國之各條亦除外。若有此種外交關係存在時，則此項人員所依附之衝突各方可對彼等執行本公約所規定之保護國之任務，但不礙及該各方依照外交與領事慣例及條約正常執行之任務。
- 本條無論如何不得影響本公約第33條所規定之醫務人員與隨軍牧師之地位。

## 權利
根據《關於戰俘待遇之日內瓦公約》，戰俘有以下權利：
- 第3條：在一締約國之領土內發生非國際性的武裝衝突之場合，衝突之各方最低限度應遵守下列規定─
  - 不實際參加戰事之人員，包括放下武器之武裝部隊人員及因病、傷、拘留、或其他原因而失去戰鬥力之人員在內，在一切情況下應予以人道待遇，不得基於種族、膚色、宗教或信仰、性別、出身或財力或其他類似標準而有所歧視。因此，對於上述人員，不論何時何地，不得有下列行為，
    - 對生命與人身施以暴力，特別如各種謀殺、殘傷肢體、虐待及酷刑；
    - 作為人質；
    - 損害個人尊嚴，特別如侮辱與降低身份的待遇；
    - 未經具有文明人類所認為必需之司法保障的正規組織之法庭之宣判，而遽行判罪及執行死刑。

  - 傷者、病者應予收集與照顧。
  - 公正的人道主義團體，如紅十字國際委員會，得向衝突之各方提供服務。
  - 衝突之各方應進而努力，以特別協定之方式，使本公約之其他規定得全部或部分發生效力。
  - 上述規定之適用不影響衝突各方之法律地位。
- 第12條：戰俘是在敵國國家手中，而非在俘獲彼等之個人或軍事單位之手中。不論個人之責任如何，拘留國對戰俘所受之待遇應負責任。拘留國僅能將戰俘移送至本公約之締約國，並須于拘留國對於接受國實施本公約之意願與能力認為滿意後行之。戰俘在此種情形下被移送時，其在接受國看管期間，本公約的實施之責任即由該接受國承擔之。但若該接受國在任何重要方面未能實行本公約之規定，則原移送戰俘之國，一經保護國通知，即應採取有效辦法以糾正此種情況，或要求將戰俘送還。此項要求必須照辦。
- 第13條：戰俘在任何時候須受人道之待遇。拘留國任何不法行為或不行為可致其看管中之戰俘死亡或嚴重危害其健康者須予禁止，並當視為嚴重破壞本公約之行為。尤其不得對戰俘加以肢體殘傷，或供任何醫學或科學試驗而非為有關戰俘之醫療、治牙或住院診療所應有且為其本身利益而施行者。戰俘亦應在任何時候受到保護，尤其免致遭受暴行或恫嚇及侮辱與公眾好奇心的煩擾。對戰俘之報復措施應予禁止。
- 第14條：戰俘在一切情況下應享受人身及榮譽之尊重。對於婦女之待遇應充分顧及其性別，並在一切情形下彼等應享受與男子同等之優遇。戰俘應保有被俘時所享受之全部民事能力。除因在俘關係之需要外，拘留國不得限制戰俘在該國領土內外行使此種能力所賦予之權利。
- 第15條：拘留戰俘之國家應免費維持戰俘生活及給予其健康狀況所需之醫藥照顧。
- 第16條：拘留國對於所有戰俘，除因本公約關於其等級及性別之規定以及因健康狀況、年齡或職業資格得予以特別待遇外，應同樣待遇之，不得基於種族、國籍、宗教信仰、或政治意見、或根據類似標準之任何其他區別而有所歧視。

## 命運
在以往大多數戰敗士兵都受到非人道對待，而在戰爭結束之前，戰俘的生還率是相當之低，儘管現代有所改善但待遇仍備受關注。

### 恶劣的环境
战俘的收容地不一定可以得到很好的建设，且也不一定能得到基本的饮食保障。在二战结束后，数千德国战俘由于莱茵草原大营恶劣的环境而丧生。

### 性工具
在戰爭過程中被捉的人，尤其是女性經常成為士兵的強姦對象，中國北宋末期發生靖康之难，金人掠走的北宋女性相當之多，后妃三千余人，民女三千余人，无论等级都沦为了金人的性奴，身心都受尽凌辱。然而戰爭中不論性別，均有被強暴的可能性。

### 虐待
大多數戰俘都被施重刑從而獲得戰爭的信息，而也有部分是因為個人洩慾對戰俘施暴。

#### 虐俘事件
- 蘇聯戰爭罪行
- 朝鮮戰爭戰俘遣返問題
- 美军关塔那摩湾拘留营虐囚丑闻
- 美军虐待伊拉克战俘事件

### 奴隸
被捉的男方做苦力，女方為婢女，并如同牲畜、財寶一样分配到各將領之中。

### 屠殺
中國自古有所謂“殺降，不祥”的說法，但历代的杀俘行为仍然屡见不鲜。在歷代戰爭中，入侵方經常大量屠殺所到之處的平民，由於戰勝方的憤怒情緒，戰俘受到屠殺的可能性非常的高。而部分將士為彰顯戰功，也會大規模屠殺戰敗方士兵，以提高他們在「戰場」上的殺敵數量。而古代，有些國家均認為此舉可有效威懾敵方的士氣，並提昇自身軍士的士氣。而現代，伊斯蘭國依然如此認為。

#### 大屠殺事件
- 长平之战后秦国大将白起坑杀赵国战俘
- 1863年12月，李鴻章在苏州杀郜永宽等八名太平軍降将，引起了“常胜军”戈登的不满。曾国藩卻称赞这种行径：“此间近事，惟李少荃在苏州杀降王八人最快人意”
- 1864年7月，太平天國首都天京陷落，湘軍南京屠城
- 日军在二战中侵占中国后发生了屠杀战俘和平民的南京大屠杀
- 特羅恩布里珍大屠殺
- 达豪屠杀

## 對戰俘的態度
亞洲諸國認為戰俘是貪生怕死的人，戰俘與叛徒一樣是苟且偷生。许多戰俘都被迫為敵方做補給工作，例如建造軍事堡壘、監獄等。不少民族名人在被外族俘虜後以死殉國，後世追認他們為英雄豪傑。人們普遍對戰死沙場及戰敗自殺的人有很高評價。現在有不少反思這種觀念，戰俘不少是曾上戰場的戰士，迫不得已才成為戰俘，應該尊重戰俘也是英雄。
但其實早在春秋戰國前，善待戰俘被視為軍隊的智慧和勇氣的體現，在《司馬法·仁本》中有詳細的論述:
|  | 古者，逐奔不過百步，縱綏不過三舍，是以明其禮也。不窮不能而哀憐傷病，是以明其仁也。成列而鼓是以明其信也。爭義不爭利，是以明其義也。又能舍服，是以明其勇也。 |

白話譯文
|  | 古時候（西周以前），追擊潰逃的敵人不超過一百步，追蹤主動退卻的敵人不超過九十里，這是為了表示禮讓。不殘殺喪失戰鬥力的敵人，並哀憐它的傷病人員，這是為了表示仁愛。等敵人布陣完畢再發起進攻，這是為了表示誠信。爭大義而不爭小利，這是為了表示戰爭中的義理。赦免降服的敵人，這是表明軍隊的勇敢。 |

根据《日内瓦公约》，战俘被关押的唯一目的是防止其继续参与武装斗争，战俘必须受到应有的尊重。探视战俘是红十字国际委员会的使命之一，其工作包括进行探视并使被关押者有机会恢复并维持与家人的联系；督促相关当局遵守国际人道法，保证对战俘待遇符合人道主义标准；对战俘的去向进行登记，以防止其失踪。

## 戰爭舉例
- 麥城之戰
- 永嘉之禍
- 靖康之難
- 宋元战争
- 土木堡之变
- 清兵入關
- 中国抗日战争
- 303高地屠杀
- 兩伊戰爭
- 伊拉克戰爭
- 2023年果敢軍事衝突